# キッス・キラーズ
キッス・キラーズ（Killers）は、1982年に発表されたキッスのコンピレーション・アルバム。
全12曲の収録曲のうち4曲が新曲、8曲が既発曲という内容のベスト・アルバムである。

## 解説
1980年、彼等はアルバム『仮面の正体』の売り上げが不振に終わったことから、結成以来初めて海外ツアーを中心とした活動に終始した。1981年、次作『〜エルダー〜 魔界大決戦』の売り上げはさらに悪化して、彼等はツアーすらも行えず、TV出演等によるプロモーションで辛うじて活動を維持した。この年、エース・フレーリーは実質的に脱退した。
1982年当時、少なくともアメリカ国内の彼等の人気はどん底で低迷していた。契約先のカサブランカ・レコードの配給元であるフォノグラム・レコードの要請で、急遽新曲4曲をレコーディングして企画中のベスト・アルバムに収録することが決まり、外部コンポーザーが共作者に招聘された。ポール・スタンレーが1978年に発表したソロ・アルバムに作曲で参加したマイケル・ジャップは、スタンレー、ブライアン・アダムスとともに「闇への祈り」を作曲。アダム・ミッチェルは、プロデューサーのマイケル・ジェームス・ジャクソンに起用されてスタンレーと「伝説の魔人」と「悪魔のパートナー」を共作。スタンレーが書いた「絶体絶命」は『〜エルダー〜 魔界大決戦』の未発表曲だった。
フレーリーはアルバム・カヴァーに登場しただけで、制作には全く参加していない。彼の代役には『アライヴ2』（1977年）のスタジオ録音に参加したボブ・キューリックが起用された。キューリックは『アライヴ2』ではフレーリーのプレースタイルを真似るように指示されていたが、本作では自分本来のテクニックを存分に披露している。「絶体絶命」もキューリックを迎えて新たに録音された。
フォノグラムは、アメリカではキッスのライヴ・アルバムもベストヒット・アルバムも既に十分に出回っていると判断して、本作を海外でリリースすることに決めた。その結果はノルウェーで6位、オーストラリアで21位、日本で27位、スウェーデンで41位、イギリスで42位と、まずまずのチャート・アクションを記録した。一方、本作からのシングルはいずれもチャートインしなかった。アメリカでも輸入盤アルバムとして流通して人気を博した。

## 収録曲
1. 「伝説の魔人」"I'm a Legend Tonight"　作詞・作曲 ポール・スタンレー、アダム・ミッチェル – 3:59
2. 「闇への祈り」"Down on Your Knees"　作詞・作曲 ポール・スタンレー、マイケル・ジャップ、ブライアン・アダムス – 3:31
3. 「コールド・ジン」"Cold Gin"　作詞・作曲 エース・フレーリー  – 4:20
4. 「ラヴ・ガン」"Love Gun"　作詞・作曲 ポール・スタンレー – 3:17
5. 「狂気の叫び」"Shout It Out Loud (7" mix)"　作詞・作曲 ポール・スタンレー、ジーン・シモンズ、ボブ・エズリン –  2:40
6. 「シュア・ノウ・サムシング」"Sure Know Something"　作詞・作曲 ポール・スタンレー、ヴィニ・ポンシア – 3:59
7. 「絶体絶命」"Nowhere to Run"　作詞・作曲 ポール・スタンレー – 4:32
8. 「悪魔のパートナー」"Partners in Crime"　作詞・作曲 ポール・スタンレー、アダム・ミッチェル – 3:45
9. 「デトロイト・ロック・シティ」"Detroit Rock City"　作詞・作曲 ポール・スタンレー、ボブ・エズリン – 3:53
10. 「雷神」"God of Thunder"　作詞・作曲 ポール・スタンレー – 4:11
11. 「ラヴィン・ユー・ベイビー」"I Was Made for Lovin' You"　作詞・作曲 ポール・スタンレー、ヴィニ・ポンシア、デズモンド・チャイルド – 4:18
12. 「ロックンロール・オールナイト（ライブ）」"Rock and Roll All Nite (Live)"　作詞・作曲 ポール・スタンレー、ジーン・シモンズ – 3:58